# Idiastion pacificum
Idiastion pacificum és una espècie de peix pertanyent a la família dels escorpènids.

## Descripció
- Fa 12,8 cm de llargària màxima.[4]

## Hàbitat
És un peix marí i d'aigües fondes que viu entre 355-375 m de fondària.

## Distribució geogràfica
Es troba al Pacífic nord-occidental: el Japó.

## Observacions
És inofensiu per als humans.